# Лудвик Хиршфелд
Лудвик Хиршфелд (Варшава, 5. август 1884 — Вроцлав, 7. март 1954) био је пољски бактериолог и имунолог.
Рођен је 1884. године у богатој јеврејској породици у Варшави, која је била део тадашње Руске Империје. Његова породица је била асимилована у пољско друштво, па се Лудвик упркос јеврејском пореклу изјашњавао као Пољак.

## Образовање
Гимназију је завршио у Лођу, а током школовања је учествовао у пољском националном покрету. У том периоду је писао поезију, а на часовима плеса је упознао Хану Хиршфелд (рођ. Касман), с којом је почео да се забавља. Студије медицине је започео у Вирцбургу 1902. године. Након две године направио је паузу у студијама и оженио се Ханом 1904. године. Хиршфелд је наставио студије на Универзитету Фридрих Вилхелм у Берлину, на ком је 1907. дипломирао одбранивши тезу аглутинације крви и стекао звање доктора медицине. При изради тезе закључио је да се црвена крвна зрнца из крви различитих особа при међусобном додиру понекад спајају (аглутинирају), што је довело до сазнања о постојању различитих крвних група.
Након завршених студија медицине започео је рад на Институту за истраживање рака у Хајделбергу као асистент руководиоца серолошког одсека, професора Емила фон Дунгерна. Заједно су 1909. године започели рад на испитивању крвних група. Године 1910, кад је имао 26 година, дошао је до значајних открића; са фон Дунгерном је открио да крвне групе имају особину наслеђивања у складу с Менделовим законима наслеђивања.
Овим проналаском стекао је углед у научним круговима Европе. Године 1914. постао је доцент на Катедри за хигијену Универзитета у Цириху, пошто је одбранио постдокторску тезу на тему повезаности анафилакса и згрушавања крви.

## Први светски рат
Хиршфелд је почетак Првог светског рата дочекао у Цириху, где је наставио са својим послом на Катедри за хигијену. Већина швајцарских лекара која је отишла у Србију током Првог светског рата разболела се, а велики број преминуо због избијања епидемије пегавог тифуса. Кад је то сазнао, Хиршфелд је затражио премештај на место на ком се епидемија највише проширила. Послат је у Ваљево, у ком је умрло 3500 војника и 4000 цивила, међу којима и 16 лекара. Након доласка у Ваљево образовао је лекаре о најновијим сазнањима о пегавом тифусу и његовом сузбијању. Ангажовао је локалне лимаре да израде направе за дезинфекцију, а дошао је и до контигента сумпора.
Априла 1915. придружила му се његова супруга Хана и прешла у службу српске војске. При сузбијању епидемије остали су у служби српске војске, а Лудвик је уједно радио и на изради вакцине упркос оскудним условима рада. Хиршфелд је причајући о ратном периоду свог живота исказао љубав и поштовање српском народу рекавши: „Ово поколење Срба је било потпуно свесно своје историјске мисије. Српски сељак је умео да буде захвалан, можда зато што је прошао кроз сурову школу живота.”
Лудвик и Хана су почетком октобра 1915. године, кад је започела аустроугарска офанзива, кренули у повлачење са српском војском преко Албаније. Преживели су Албанску голготу и из Грчке су се пребацили у Италију, а потом су се вратили у Швајцарску. Након повратка у Цирих, Хиршфелдови су прикупили опрему за рад бактериолошке лабораторије, отишли до Солуна и наставили лечити српску војску. Лечећи војнике, сусрели су се са епидемијом тифуса, дизентеријом и маларијом. Лудвик је оболео најпре од паратифуса А, а затим од тежег облика маларије. Међутим, опоравио се и наставио с радом. Лудвик је из крви бугарског заробљеника успео да изолује дотад непознати сој паратифуса, који се данас назива Salmonella hirszfeldi. Радом у Солуну закључио је да је учесталост крвних група код становништва повезана с популацијом. Ово истраживање је била основа за настанак научне гране сероантропологије.
Открио је нови облик паратифуса, паратифус Ц, након чега је развио нову вакцину против тифуса. Развио је и поетовалентну вакцину против колере, пегавог тифуса и паратифуса А, Б и Ц, којом се први вакцинисао Живојин Мишић, након чега је вакцину примило више од 110.000 војника. За заслуге у изради вакцине одликован је Орденом Светог Саве трећег реда, а добио је и почасно српско држављанство. Након формирања Српске централне лабораторије у Солуну, Лудвик се бавио образовањем лекара о новим сазнањима везаним за крвне групе и техникама трансфузије крви.

## Међуратни период
Пролећа 1919. Хиршфелдови су дошли у Београд, где је Лудвик постао шеф бактериолошког одељења Војне болнице. Јесени 1919. Хиршфелдови се враћају у Пољску, при чему је Лудвик рекао: „У отаџбини имате прошлост и будућност, у изгнанству, само садашњост”. У Варшави је постао директор Института за производњу вакцина, руководилац Одсека за бактериологију и серологију новооснованог Националног института за хигијену, као и ванредни професор Универзитета у Варшави. Године 1931. постао је редовни професор. Посетио је Загреб 1928. године, када му је уручен Орден белог орла.
У међуратном периоду, Хиршфелд се бавио изучавањем канцерских антигена, што је једна од основа савремене терапије у лечењу канцера. Увидео је и постојање аутоантитела. Његова супруга Хана постала је начелница Педијатријске клинике Универзитета у Варшави и са Лудвиком је уређивала бројне часописе о медицини.

## Други светски рат
Иако је након венчања с Ханом Лудвик прешао у католичанство, никад није порицао своје јеврејско порекло. Почетком Другог светског рата Хиршфелдови су збачени са свих позиција. Фебруара 1941. године, са Ханом и ћерком Маријом, смештен је у Варшавски гето пошто им је сва имовина одузета. Краљевина Југославија се пре ступања у рат залагала, на челу с Ивом Андрићем, тадашњим амбасадором Југославије у Немачкој, за пребацивање Хиршфелдових у Краљевину. Одлазак Хиршфелдових у Краљевину Југославију спречио је њен улазак у рат.
Јула 1942. године, Немци су издали наређење за расељење гета, што је значило истребљење преосталих Јевреја. Хиршфелд је успео да набави лажна документа, с којима прелази у немачки део Варшаве. Недуго након бежања из гета, Лудвикова ћерка Марија умире од туберкулозе. Хиршфелдови су морали да је сахране под лажним именом.

## Послератни период
Крај Другог светског рата Лудвик и Хана су дочекали у Лублину, након чега су се преселили у Вроцлав. Помагали су у организацији медицинских факултета у Лублину и Вроцлаву, док на Универзитету у Вроцлаву постоје и декан. Лудвик је 1946. објавио аутобиографију, након чега је кренуо да држи предавања и у Сједињеним Америчким Државама. Новинован је за Нобелову награду 1950. за откриће принципа који доводе до одбацивања плода код мајки различите крвне групе. Пошто је проглашен за почасног доктора наука на универзитетима у Прагу и Цириху, 1952. основао је Институт за имунологију и експерименталну терапију у Вроцлаву.
Умро је 1954. године од срчаног удара у Вроцлаву.